# Gateway (film)
Gateway is een Amerikaanse dramafilm uit 1938 onder regie van Alfred L. Werker. Destijds werd de film in Nederland uitgebracht onder de titel De poort der tranen.

## Verhaal
De Ierse immigrante Catherine O'Shea is met een lijnboot op weg naar de Verenigde Staten. Aan boord wordt ze bestolen door de gauwdief Benjamin McNutt. Catherine duwt hem weg en hij raakt licht gewond. Benjamin wil haar aanklagen en haar visum in beslag laten nemen. De oorlogscorrespondent Dick Court komt juist op tijd tussenbeide. Tot overmaat van ramp komt Catherine in aanraking met de crimineel Tony Cadona.

## Rolverdeling
| Acteur             | Personage                  |
| ------------------ | -------------------------- |
| Don Ameche         | Dick Court                 |
| Arleen Whelan      | Catherine O'Shea           |
| Gregory Ratoff     | Prins Michael Boris Alexis |
| Binnie Barnes      | Fay Sims                   |
| Gilbert Roland     | Tony Cadona                |
| Raymond Walburn    | Benjamin McNutt            |
| John Carradine     | Vluchtelingenleider        |
| Maurice Moscovitch | Opa Hlawek                 |
| Harry Carey        | Commissaris Nelson         |
| Lyle Talbot        | Henry Porter               |
| Marjorie Gateson   | Arabella McNutt            |
| Fritz Leiber       | Dr. Weilander              |
| Warren Hymer       | Ober                       |
| Eddie Conrad       | Davonsky                   |
| E.E. Clive         | Ceremoniemeester           |